# Điểu Ong
Điểu Ong (1939 - 1969) sinh ra trong một gia đình nông dân Xtiêng nghèo tại sóc Bù Ló, xã 5 (nay là thôn 4, xã Thống Nhất, huyện Bù Đăng, tỉnh Bình Phước). Chứng kiến trực tiếp hình ảnh mà ông cho là quê hương đang bị giày xéo, cuộc sống của nhân dân bị chèn ép vô cùng cơ cực bởi chiến tranh, Điểu Ong sớm tham gia Mặt trận Dân tộc Giải phóng miền Nam Việt Nam và xung phong vào Quân Giải phóng miền Nam Việt Nam kể từ tháng 1 năm 1960.

## Quá trình công tác
Từ năm 1960 đến tháng 12 năm 1969, Điểu Ong tham chiến trong chiến tranh Việt Nam tại địa bàn Bù Đăng. Ông đã chỉ huy đơn vị mình tiêu diệt hàng trăm quân địch, phá hủy nhiều phương tiện chiến tranh, tự tay diệt 76 quân địch.
Trận Bù Liên tháng 4 năm 1966 là lần đầu đơn vị chiến đấu với Quân đội Hoa Kỳ có hỏa lực rất mạnh. Nhưng Điểu Ong vẫn chỉ huy trung đội đánh lui 7 đợt phản kích của 1 tiểu đoàn Mỹ, diệt 20 quân địch. Riêng ông diệt 9 tên địch, bảo vệ được căn cứ.
Ngày 15 tháng 11 năm 1968, để thực hiện ý định chặn quân địch ở ấp Hòa Đồng. Tạo điều kiện cho Quân đội Nhân dân Việt Nam chiến đấu ở Bù Đăng, Điểu Ong phụ trách một tổ theo dõi đối phương ở đây. Khi vào ấp trinh sát bất ngờ gặp 2 trung đội đối phương, ông đã nổ súng đánh trước, được cho là đã "làm đối phương hoang mang, hoảng sợ". Sau một ngày đêm chiến đấu, Điểu Ong đã cùng tổ diệt nhiều quân địch, buộc đối phương phải rút khỏi ấp.
Ngày 12 tháng 12 năm 1969, liên quân Quân đội Hoa Kỳ - Quân lực Việt Nam Cộng hòa cho một lực lượng lớn càn vào căn cứ của huyện Bù Đăng. Ông trực tiếp chỉ huy một trung đội tiến công vào một toán lính đối phương ở Bà Môn, diệt nhiều tên. Đội hình đối phương rối loạn, phải rút lui và sau đó đã dùng máy bay đánh phá căn cứ ác liệt. Ông đã hy sinh sau khi hoàn thành nhiệm vụ.

## Tưởng nhớ

### Khen thưởng
Ngày 6 tháng 11 năm 1978, ông được truy tặng danh hiệu Anh hùng lực lượng vũ trang nhân dân.

### Tượng đài Điểu Ong
Đảng bộ huyện Bù Đăng đã quyết định xây dựng công viên và tượng đài anh hùng Điểu Ong, được cho là "nhằm tôn vinh và giáo dục thế hệ trẻ Bù Đăng hôm nay và mai sau".
Ở vị trí trung tâm Bù Đăng, nằm cạnh Quốc lộ 14, công trình có tổng mức đầu tư 2,28 tỷ VND, gồm xây dựng và trồng cây xanh, khởi công ngày 7 tháng 5 năm 2015 và hoàn thành ngày 15 tháng 7 năm 2015. Ủy ban nhân dân huyện Bù Đăng đã giao Trung tâm Văn hóa huyện Bù Đăng quản lý.

### Tên đường
Tại Việt Nam có một số con đường mang tên của Điếu Ong, như:
- Đường Điểu Ong tại Đức Phong, Bù Đăng, Bình Phước.
- Đường Điểu Ong tại Đồng Xoài, Bình Phước.
- Đường Điểu Ong tại Phước Long, Bình Phước.
- Đường Điểu Ong tại Thủ Dầu Một, Bình Dương.
- Đường Điểu Ong tại Gia Nghĩa, Đắk Nông.

### Tên trường
- Trường THCS - THPT Dân tộc Nội trú Điểu Ong tại Bù Đăng, Bình Phước.